# Foradada del Toscar
Foradada del Toscar – gmina w Hiszpanii, w prowincji Huesca, w Aragonii, o powierzchni 106,25 km². W 2011 roku gmina liczyła 208 mieszkańców.